# 1-metilnaftalină
1-metilnaftalina este o Hidrocarbură aromatică policiclică, derivat al naftalinei, cu formula moleculară brută C11H10.

## Proprietăți
1-metilnaftalina este un lichid incolor, solubil în benzen, etanol și dietileter, dar insolubil în apă.